# Victor Thébault
Pour les articles homonymes, voir Thébault.
Victor Michael Jean-Marie Thébault (1882-1960) est un mathématicien français, connu pour proposer trois problèmes en géométrie. Le théorème de Thébault est utilisé dans quelques sources en référence au premier de ces problèmes, pour d'autres sources en référence au troisième.

## Biographie
Victor Thébault est né le 6 mars 1882 à Ambrières-les-Grands (aujourd'hui une partie de Ambrières-les-Vallées, Mayenne) dans le nord-ouest de la France. Il étudie à Laval, de 1898 à 1901. Après son diplôme, il enseigne pendant trois ans à Pré-en-Pail jusqu'à ce qu'il obtienne un poste de professeur à l'école technique d'Ernée. En 1909, il obtient la première place à un concours, ce qui lui octroie un certificat de travail en tant que professeur de science chez des enseignants des collèges. Thébault cependant trouve le salaire de  professeur insuffisant pour soutenir sa famille nombreuse et, par conséquent, il quitte l'enseignement pour devenir surintendant dans une usine à Ernée de 1910 à 1923. En 1924, il devient chef inspecteur en assurance au Mans, un poste qu'il occupe jusqu'à sa retraite en 1940. Durant sa retraite, il vit à Tennie. Il décède le 19 mars 1960, peu de temps après un grave accident vasculaire cérébral et lui ont survécu son épouse, cinq fils et une fille.
En dépit de son départ de l'enseignement, Thébault est resté actif en mathématiques, avec la théorie des nombres et la géométrie parmi ses principaux centres d'intérêt. Il a publié un grand nombre d'articles dans des revues de mathématiques partout dans le monde et en dehors de ses articles réguliers, il a également contribué à de nombreux problèmes originaux et des solutions à leurs sections de problèmes. Il a publié plus de 1000 problèmes originaux dans diverses revues mathématiques et sa contribution à la rubrique problèmes de l'American Mathematical monthly uniquement, représente plus de 600 problèmes et solutions. En reconnaissance de sa contribution, le gouvernement français lui a accordé deux titres. En 1932, il est devenu Officier de l'Instruction Publique et en 1935 Chevalier de l'Ordre de la Couronne de Belgique,.

## Publications
- Les récréations mathématiques parmi les nombres curieux (1952), éd. Gauthier-Villars
- Parmi les belles figures de la géométrie dans l'espace, géométrie du tétraèdre
- Sur la géométrie du triangle
- Triangle et tétraèdre